# 甘利明
甘利明（日语：／ Amari Akira；1949年8月27日—），日本政治家，自由民主黨黨員。出身於神奈川縣厚木市，父親甘利正也是政治家，是戰國時代的武田氏重臣甘利虎泰的後代。
1983年至今連續當選11屆眾議院議員，曾担任勞動大臣、經濟產業大臣、內閣府特命擔當大臣（規制改革）、經濟再生擔當大臣、社会保障・税一体改革擔當大臣、內閣府特命擔當大臣（經濟財政政策）、自由民主黨政務調查會長、自由民主党幹事長等要職。

## 經歷
1972年，慶應義塾大學法學部政治學科畢業，進入索尼工作。1974年退社，擔任父親甘利正的議員秘書。
1983年新自由俱樂部所屬的父親甘利正引退，甘利明參加同年舉行的大選並成功當選。1986年新自由俱樂部解黨併入自民黨，經山口敏夫介紹加入中曾根派。1989年，就任通商產業政務次官。
1998年，首次入閣，進入小淵惠三內閣成為勞動大臣。同年，山崎拓創立自己的派閥近未來政治研究會（山崎派），之後甘利一直對山崎忠心耿耿。2000年7月，就任自由民主黨財務委員長。
在2004年的臨時國會至翌年的通常國會擔任眾議院預算委員長。由於精通商工領域，在自民黨內歷任黨商工部會長、眾議院商工委員長。積極推進知識產權保護，主導促成《媒體內容的創造、保護及促進活用相關法律》。2005年，就任黨政調會長代理。
2006年自民黨總裁選舉，甘利反對自己派閥領袖山崎拓參選，一早就表示支持安倍晉三，並擔任安倍的選舉對策事務局長。在第一次安倍內閣擔任經濟產業大臣，就任當天就表示日本方面之前對俄羅斯命令停建石油天然氣開發計劃「薩哈林2號」反應過激，同時和中國有關東海天然氣田的爭議應通過談判實現共同開發。

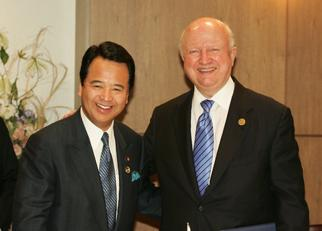
2008年6月7日，甘利明會見美國能源部長塞繆爾·博德曼

2007年，安倍突然辭職，八大派閥聯手包圍麻生太郎，推薦福田康夫，甘利不顧山崎派支持福田的方針，聲明在自民黨總裁選舉支持處於劣勢的麻生，還因此申請退出山崎派，但沒有被受理。福田順利當選後，甘利留任經產相。
2008年福田辭職後的自民黨總裁選舉，甘利是麻生的推薦人之一。麻生內閣成立後，甘利擔任內閣府特命擔當大臣（規制改革擔當），兼任行政改革、公務員制度改革擔當。
2009年大選，自民黨大敗下台，甘利明亦在所屬小選舉區落選，不過在比例南關東區比例復活。2011年6月成立跨派閥的政策團體「最高日本」，有批評指這是事實上的「甘利派」。同年11月，被起用為 自民黨經濟·財政·金融政策調查會長。
2012年9月舉行的自民黨總裁選舉，甘利擔任安倍晉三陣營的選舉責任者，為沉寂多年的安倍重新就任黨總裁立下大功。安倍當選總裁後，安排甘利擔任自民黨政務調查會長。同年12月舉行的大選，自民黨大獲全勝重新執政，甘利明亦在所屬小選舉區勝利，安倍安排甘利在第二次安倍內閣擔當內閣府特命擔當大臣（經濟財政政策擔當）。
2016年1月28日下午五點40分，在召開的記者會中，承認週刊文春有關他和他的秘書權錢交易的醜聞的報導，發表聲明稱要請辭。
2016年8月16日，東京地檢特捜部就秘書二人現金授受進行的第二次調査表示證據不足，發表不起訴處分。
2017年11月，就任自由民主黨行政改革推進本部長。
2019年，就任自民黨稅制調査會長。
2021年，由於在自民黨總裁選舉中支持岸田文雄，岸田當選後被任命為幹事長，而麻生太郎被任命為副總裁，而且又與安倍晉三相熟，與安倍、麻生的英文姓氏首字母一樣為A，故被合稱為3A。被視為安倍與麻生在背後支配的象徵，一上任就被在野黨捉住2016年的金錢問題猛攻，亦表示廣島縣河井夫妻的1億5千萬的資金問題不需要再說明。上任後不久的眾議院大選，在所屬小選區落選，雖然比例復活，但寫下了自民黨建黨以來首位現任幹事長在所屬小選區落選的記錄。開票當晚向岸田文雄辭任幹事長，數天後生效，亦創下自民黨通算幹事長在任最短紀錄：35日。随后岸田文雄指派平成研究会会长、时任日本外务大臣茂木敏充接替甘利明出任自民党干事长

## 政策
- 擅長政策是，商工，通商政策。

## 選舉紀錄
| 年度 | 選舉屆數             | 選舉區           | 所屬政黨     | 得票數  | 得票率 | 當選標記 | 備註 |
| ---- | -------------------- | ---------------- | ------------ | ------- | ------ | -------- | ---- |
| 1983 | 第37屆日本眾議員選舉 | 原神奈川3区      | 新自由俱樂部 | 125,939 | 21.67% |          |      |
| 1986 | 第38屆日本眾議員選舉 | 原神奈川3区      | 新自由俱樂部 | 125,563 | 18.55% |          |      |
| 1990 | 第39屆日本眾議員選舉 | 原神奈川3区      | 自由民主黨   | 124,931 | 15.81% |          |      |
| 1993 | 第40屆日本眾議員選舉 | 原神奈川3区      | 自由民主黨   | 129,149 | 16.29% |          |      |
| 1996 | 第41屆日本眾議員選舉 | 南關東比例代表區 | 自由民主黨   | 72,022  | 33.22% |          |      |
| 2000 | 第42屆日本眾議員選舉 | 神奈川縣第13區   | 自由民主黨   | 114,351 | 45.78% |          |      |
| 2003 | 第43屆日本眾議員選舉 | 神奈川縣第13區   | 自由民主黨   | 139,239 | 56.85% |          |      |
| 2005 | 第44屆日本眾議員選舉 | 神奈川縣第13區   | 自由民主黨   | 174,361 | 61.07% |          |      |
| 2009 | 第45屆日本眾議員選舉 | 南關東比例代表區 | 自由民主黨   | 136,164 | 45.45% |          |      |
| 2012 | 第46屆日本眾議員選舉 | 神奈川縣第13區   | 自由民主黨   | 111,733 | 42.96% |          |      |
| 2014 | 第47屆日本眾議員選舉 | 神奈川縣第13區   | 自由民主黨   | 142,201 | 60.47% |          |      |
| 2017 | 第48屆日本眾議員選舉 | 神奈川縣第13區   | 自由民主黨   | 127,214 | 56.14% |          |      |
| 2021 | 第49屆日本眾議員選舉 | 南關東比例代表區 | 自由民主黨   | 124,595 | 48.91% |          |      |
| 2024 | 第50屆日本眾議員選舉 | 神奈川縣第20區   | 自由民主黨   | 63,217  | 35.5%  |          |      |

## 荣誉
- 意大利共和国功绩大十字骑士勋章（義大利語：Ordine al merito della Repubblica Italiana）（意大利，2008年6月6日公布[5]）
- 友谊勋章（阿塞拜疆，2023年9月26日颁发[6]）

## 外部連結
- 官方網站 （页面存档备份，存于）

| 官衔            | 官衔                                                        | 官衔            |
| --------------- | ----------------------------------------------------------- | --------------- |
| 前任： 創設     | 國務大臣（經濟再生擔當） 第1、2代：2012年—2016年            | 繼任： 石原伸晃 |
| 前任： 創設     | 國務大臣（社会保障・税一體改革擔當) 第1、2代：2012年—2016年 | 繼任： 石原伸晃 |
| 前任： 前原誠司 | 特命擔當大臣（經濟財政政策） 第19、20代：2012年—2016年      | 繼任： 石原伸晃 |
| 前任： 與謝野馨 | 特命擔當大臣（規制改革） 第13代：2008年—2009年              | 繼任： 廢止     |
| 前任： 二階俊博 | 經濟產業大臣 第7、8代：2006年—2008年                        | 繼任： 二階俊博 |
| 前任： 伊吹文明 | 勞動大臣 第67代：1998年—1999年                              | 繼任： 牧野隆守 |
| 議會席位        |                                                             |                 |
| 前任： 笹川堯   | 眾議院預算委員長 2004年—2005年                              | 繼任： 大島理森 |
| 前任： 白川勝彥 | 眾議院商工委員長 1995年—1996年                              | 繼任： 武部勤   |
| 政党职务        |                                                             |                 |
| 前任： 二階俊博 | 自由民主黨幹事長 第54代：2021年                             | 繼任： 茂木敏充 |
| 前任： 茂木敏充 | 自由民主黨政務調查會長 第54代：2012年                       | 繼任： 高市早苗 |